# Jan z Gelnhausenu
Jan z Gelnhausenu, Johannes von Gelnhausen, Johannes de Geylnhausen, (činný v druhé polovině 14. století a na začátku 15. století) byl městský písař, vrchní registrátor císařské kanceláře Karla IV., autor rukopisu jihlavského práva, tedy městských práv Jihlavy, zvaný Gelnhausenův kodex. 
Přídomek „z Gelnhausenu“ napovídá jeho původu (nebo původu jeho rodu) z města Gelnhausen, které leží v německé spolkové zemi Hesensko. Začínal jako horní písař v Kutné Hoře, poté je doložen jako registrátor a notář císařské kanceláře (1365-1374). Společně s biskupem Janem ze Středy podnikl cestu do Itálie a později vedl kancelář olomouckého biskupa (1374-1379). Po svém působení jako městský písař v Brně (do roku 1389) zřejmě odešel na odpočinek, ale snad kvůli majetkovým sporům přijal ještě místo městského písaře v Jihlavě (1397-1408).
Za svého působení vytvořil formulářovou sbírku Collectarius perpetuarum formarum, která posloužila podklad pro sbírku Jana ze Středy nazývanou Summa cancellariae Caroli IV. Druhé jeho důležité dílo byl právě Gelnhausenův kodex (široce je známý jeden rukopis, kodex A, který je bohatě iluminovaný), tedy soupis jihlavského městského práva, který vycházel z brněnského práva. Horní právo v něm bylo upraveno podle Ius regale montanorum. Jan z Gelnhausenu zřejmě znal římské a kanonické právo.